# 우루과이 페소
페소(스페인어: peso uruguayo)는 우루과이의 통화로 1 페소는 100 센테시모(centésimos)에 해당된다.
우루과이는 1973년 11월에 옛 1,000 페소 = 1 누에보 페소의 화폐 개혁을 시행했으며 1993년 3월 1일에는 1,000 누에보 페소 = 1 페소의 화폐 개혁을 시행했다. 10, 20, 50 센타보, 1, 2, 5, 10 페소 (기념주화 50페소) 동전과 20, 50, 100, 200, 500, 1,000, 2,000 페소 지폐가 통용된다. 그리고 낮은 가치로 인해 센타보 동전은 더 이상 발행, 사용되지 않는 편이다.

## 같이 보기
- 우루과이의 경제
- 아르헨티나 페소
- 칠레 페소